# Kang (huyện)
Kang là một huyện thuộc tỉnh Nimruz, Afghanistan. Dân số thời điểm năm 1999 là 23,955 người.